# Riihijärvi (sjö i Joutsa, Mellersta Finland)
Riihijärvi är en sjö i kommunerna Joutsa och Toivakka i landskapet Mellersta Finland i Finland. Sjön ligger 174,4 meter över havet. Arean är 89 hektar och strandlinjen är 9,64 kilometer lång. Sjön  ingår i Kymmene älvs huvudavrinningsområde.   Den ligger omkring 29 kilometer sydöst om Jyväskylä och omkring 210 kilometer norr om Helsingfors. 
Den nordligaste delen av sjön har namnet Riihilampi.